# 龍徳寺 (岐阜県池田町)
龍徳寺（りょうとくじ）は、岐阜県池田町本郷にある臨済宗妙心寺派の寺院で、この地方の領主であった美濃池田氏や稲葉氏、国枝氏の菩提寺である。山号は雲門山。

## 概要
弘仁年間に伝教大師最澄が天台宗の寺院として創建し、寺号を龍昇山雲門寺と定めた。その後、寺勢が衰えるが、正平6年(1351年)に池田教依が美濃国池田郡雲門荘を得た際に再興し、その法名に因み雲門山龍徳寺と寺号を改めた。
その後の応永年間に本郷城を居城とした国枝為助が悟渓宗頓に帰依して臨済宗妙心寺派の寺として中興した。この際に悟渓国師を勧請中興開山とし、その法嗣で悟渓下八哲と称された西川宗洵が住持となった。
その後池田氏や国枝氏、稲葉氏が菩提寺として保護し、その一族の墓が寺内に設けられた。関ヶ原の戦いに際してこれらの諸将が寺を保護しようとするが、西軍の兵火に焼かれ寺は焼失した。江戸時代に再建され、この地域を領した戸田氏の保護を受けた。

## 文化財
寺内にある池田恒興、池田元助の墓と国枝氏歴代の墓は池田町の指定文化財となっている。